# Rosalia Graf
Rosalia Graf geb. Moser (geboren am 1. Juni 1897 in Breitenbrunn am Neusiedler See; gestorben am 21. Juni 1944 in Wien) war eine österreichische Hilfsarbeiterin, Hausgehilfin und Widerstandskämpferin gegen den Nationalsozialismus. Sie wurde von der NS-Justiz gemeinsam mit ihrem Ehemann Johann Graf zum Tode verurteilt und im Wiener Landesgericht mit dem Fallbeil hingerichtet.

## Leben
Rosalia Graf wurde als Tochter von Elisabeth Moser und des Landwirts Mathias Moser geboren. Nach dem Besuch der Pflichtschule arbeitete sie als Hausgehilfin in Wien und Ungarn, in der Folge auch als Hilfsarbeiterin. 1930 heiratet sie den Wiener Johann Graf, einen Gemeindebediensteten. Das Ehepaar gehörte vor 1934 der SPÖ an. Laut Anklageschrift beteiligte sich Rosalia Graf in der Wohnung des befreundeten Ehepaares Anton und Emilie Tolnay an politischen Diskussionen, die sich insbesondere nach Ausbruch des Krieges mit der Sowjetunion „verschärft“ haben sollen. Auch sollen diese Gespräche eindeutig „kommunistische Färbung“ angenommen haben. Rosalia Graf nahm der Folge auch ihren Mann zu diesen Besprechungen mit. Im Juni 1941 erklärten Rosalia und Johann Graf ihren Beitritt zur KPÖ. Als Zeichen der Solidarität stellten sie auch ihre Wohnung als  Unterkunft für Mitglieder des Zentralkomitees der KPÖ und für Funktionärstreffen zur Verfügung. In der Nacht zum 1. Mai 1942 beteiligte sich das Ehepaar an einer Flugblattaktion. Es wurden Streuzettel folgenden Inhalts verbreitet: 

„Mit großem Geschrei kündigt Hitler eine neue Offensive an, Das bedeutet neue Blutopfer für unsere Jugend. Das bedeutet aber auch neue Opfer, neues Elend für uns Arbeiter und Arbeiterinnen. Arbeiter und Arbeiterinnen! Denkt stets an dieses Blutvergießen. Kämpft mit uns gegen Hitler! Er allein ist der Mörder unserer Jugend. Sabotiert Hitlers Kriegsmaschinerie, wo ihr nur könnt! Arbeitet so langsam wie nur möglich! Jedes Stück mehr verlängert den Krieg!“

Rosalia und Johann Graf wurden am 15. Juli 1942 wegen des „Verdachts auf Vorbereitung zum Hochverrat“ festgenommen, von der Gestapo Wien erkennungsdienstlich erfasst, fotografiert und verhört. Am 22. Dezember 1943 folgte die Anklage des Oberreichsanwalts beim Volksgerichtshof. Am 14. April 1944 wurden Therese Dworak, Johann Graf, Rosalia Graf und Emilie Tolnay vom Volksgerichtshof Wien wegen „Vorbereitung zum Hochverrat und Feindbegünstigung“ zum Tode verurteilt, Anton Tolnay zu zehn Jahren Zuchthaus. Am 21. Juni 1944 wurden Johann und Rosalia Graf zum Schafott geführt und binnen weniger Minuten mit dem Fallbeil hingerichtet. Gemeinsam mit ihnen wurden an diesem Tag im Wiener Landesgericht vierzehn weitere Widerstandskämpfer von der NS-Justiz ermordet, darunter die Mitangeklagte Therese Dworak und zwei Brüder, die Bauarbeiter Johann und Josef Knize. Die zweite Mitangeklagte Emilie Tolnay wurde wenige Tage später, am 5. Juli 1944, geköpft.

## Gedenken
Die Namen Johann und Rosalia Graf finden sich der Gedenktafel im Hinrichtungsraum des Wiener Landesgerichts, der heute als Weihestätte dem Gedenken die Opfer des NS-Regimes gewidmet ist. Beide wurden in der Schachtgräberanlage der Gruppe 40 des Wiener Zentralfriedhofes bestattet, allerdings in zwei verschiedenen Gräbern: Rosalia Graf liegt in Reihe 21, Grab 219, Johann Graf in Reihe 22, Grab 216. Die Gräberanlage ist heute als Ehrenhain den hingerichteten Widerstandskämpfern gewidmet.